# Chupito

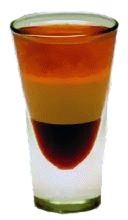
Shottino di B-52 servito in un cicchetto.

Il chupito (o shottino) consiste in un bicchierino di superalcolico bevuto tutto d'un fiato. La regola primaria che categorizza un drink come il chupito è che va servito in bicchieri inferiori o pari ai 90 ml e consumato in un colpo solo.

## Ricette Shot drink
Esistono moltissime altre ricette per questo tipo di drink come ad esempio: 
- Alabama Slammer
- B-52
- Blowjob
- Kamikaze
- Baby Guinnes
- Blue Kamikaze
- Irish Flag.

## Chupito rum e pera
Il tipo di chupito più diffuso in Italia è quello di rum e pera. Consiste nel bere un bicchierino di rum bianco o rum dorato (mai rum invecchiato) seguito immediatamente da uno di succo di frutta di pera. Lo scopo di bere il succo di frutta è quello di evitare il bruciore solitamente provocato dal superalcolico.

## Chupito solo rum
In questo chupito non è presente il succo di frutta. Si beve un bicchierino di rum dorato (mai rum bianco, troppo pungente). Mentre il rum e pera è molto diffuso in Italia, nei paesi latini come Spagna e molti paesi caraibici è più diffuso il "solo rum".
È diffusa l'abitudine di fare gare di chupito di solo rum, in cui ogni concorrente deve finire prima degli altri un certo numero di bicchierini.

## Chupitotres rones(tre rum)
In questo caso si bevono tre chupito di fila. Il primo contenente un rum invecchiato, il secondo un rum dorato, il terzo rum bianco; la successione dei tre tipi di rum crea un crescendo di sapori che vanno dal più pacato al più pungente, in modo da poter ogni volta sentire l'effetto dell'alcol.

## Bicchieri da chupito
- Shot classico: piccolo e pesante, il miglior bicchiere da chupito. Importante che il fondo non sia piatto, per far scorrere più velocemente il rum.
- Shooter: per chupito miscelati a più bassa gradazione alcolica. Servito generalmente con la miscelazione di succhi di frutta o pre mix. È più capiente del precedente, e la forma varia dalla tipologia di bicchiere.
- Double shot: ha capacità doppia, ma è scarsamente utilizzato nei locali italiani.